# Sunbonnet Sue (filme)
Sunbonnet Sue (Brasil: Granfinos de Improviso ) é um filme norte-americano de 1945, do gênero comédia musical, dirigido por Ralph Murphy e estrelado por Gale Storm e Phil Regan.
Apesar de modesto filme B da Monogram Pictures, um dos estúdios do Poverty Row, Sunbonnet Sue recebeu uma indicação ao Oscar, pela sua trilha sonora.

## Sinopse
Nos derradeiros anos do século XIX, a Senhora Fitzgerald, dama da alta sociedade, tenta impedir que sua sobrinha, Sue Casey, continue a cantar no saloon de baixa categoria de seu pai. Para isso, ela organiza uma campanha destinada a fechar o pulgueiro e forçar a moça a residir em sua mansão.

## Premiações
| Patrocinador                                  | Prêmio | Categoria                            | Situação |
| --------------------------------------------- | ------ | ------------------------------------ | -------- |
| Academia de Artes e Ciências Cinematográficas | Oscar  | Melhor Trilha Sonora (Filme Musical) | Indicado |

## Elenco
| Ator/Atriz          | Personagem         |
| ------------------- | ------------------ |
| Gale Storm          | Sue Casey          |
| Phil Regan          | Danny              |
| George Cleveland    | Senhor Casey       |
| Minna Gombell       | Senhora Fitzgerald |
| Edna Holland        | Julia              |
| Raymond Hatton      | Joe Feeney         |
| Charles D. Brown    | Padre Hurley       |
| Alan Mowbray        | Jonathan           |
| Charles Judels      | Milano             |
| Gerald Oliver Smith | Masters            |
| William E. Green    | Flaherty           |
| Jerry Franks Jr.    | Burke              |